# Az Ipswich Town FC menedzsereinek listája

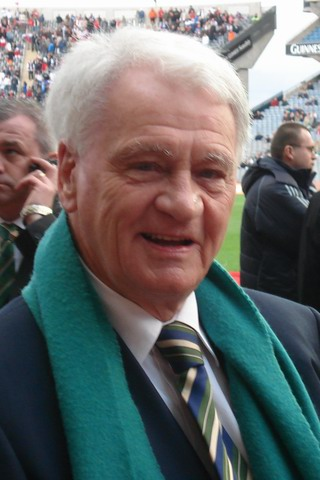
Az Ipswich eddigi legsikeresebb edzője, Bobby Robson

Ebben a listában az Ipswich Town FC angol labdarúgócsapat vezetőedzői, vagy Angliában szokásos elnevezéssel menedzserei szerepelnek.
A klub 1878-tól egészen 1936-ig amatőr státuszú volt, ezalatt egy bizottság állította össze a kezdőcsapatot. A profivá válás után az első menedzsere az ír Mick O'Brien volt. Hirtelen lemondása után a játékosok tizenegy meccs erejéig edző nélkül léptek pályára, azonban az esetek többségében még így is nyerni tudtak.
A sorban a következő a skót Scott Duncan volt, aki 505 mérkőzésével sokáig csúcstartó volt. A kispadon töltött tizennyolc éve a mai napig rekord. Az Ipswich első komolyabb sikerét ekkor érte el, megnyerte a harmadosztály déli csoportját.
Utána Sir Alf Ramsey következett, akivel a klub az 1961-62-es szezonban megszerezte első és eddigi egyetlen bajnoki címet. Az Ipswichcsel elért sikerei után 1963-ban ő lett az angol válogatott szövetségi kapitánya, amellyel 1966-ban világbajnoki címet szerzett.
Utána többen rövidebb ideig voltak a gárda menedzserei, hat év alatt összesen öten. Közülük a legsikeresebb Bill McGarry volt, aki 1968-ban másodosztályú bajnoki címig vezette a csapatot.
1969-től egészen 1982-ig Sir Bobby Robson irányította az Ipswichet. Bár bajnoki címet nem szerzett, csak második lett, mégis hatalmas sikereket ért el a klubbal. Texaco-kupát, FA-kupát és UEFA-kupát is nyert. Később ő is angol szövetségi kapitány lett.
A következő sikeresebb edző George Burley volt, akivel a klub 2001-ben ismét feljutott az első osztályba. A kiesést követően helyét Joe Royle vette át, akit mintegy négy szezon után Jim Magilton követett. Magilton három év után távozott, ugyanis nem tudta legalább rájátszást érő helyre vezetni a csapatot. Utódja a korábbi kiváló játékos, Roy Keane, aki 2009 óta van hivatalban.

## Az eddigi menedzserek
2010. május 2. szerint.
| Név            | Ország | -Tól/től            | -Ig                 | M   | Gy  | D   | V   | Gy %   | Sikerek                                                                                 | Megjegyzés              |
| -------------- | ------ | ------------------- | ------------------- | --- | --- | --- | --- | ------ | --------------------------------------------------------------------------------------- | ----------------------- |
| Mick O'Brien   | IRL    | 1936. május 29.     | 1937. augusztus 11. | 39  | 25  | 9   | 5   | 64,1%  | Southern League-bajnok 1936–37                                                          |                         |
| Nem volt       |        | 1937. augusztus 12. | 1937. november 6.   | 11  | 7   | 1   | 3   | 63,6%  | -                                                                                       |                         |
| Scott Duncan   | SCO    | 1937. november 12.  | 1955. augusztus 7.  | 505 | 205 | 113 | 187 | 40,6%  | A harmadosztály győztese 1953–54                                                        |                         |
| Alf Ramsey     | ENG    | 1955. augusztus 8.  | 1963. április 30.   | 369 | 176 | 75  | 118 | 47,7%  | A harmadosztály győztese (1956–57), a másodosztály győztese (1960–61), Bajnok (1961–62) |                         |
| Jackie Milburn | ENG    | 1963. május 1.      | 1964. szeptember 8. | 56  | 11  | 12  | 33  | 19,6%  | -                                                                                       |                         |
| Jimmy Forsyth  | ENG    | 1964. szeptember 9. | 1964. október 4.    | 7   | 2   | 2   | 3   | -      | Megbízott                                                                               |                         |
| Bill McGarry   | ENG    | 1964. október 5.    | 1968. november 23.  | 196 | 80  | 62  | 54  | 4˘0,8% | A másodosztály győztese 1967–68                                                         |                         |
| Cyril Lea      | WAL    | 1968. november 24.  | 1969. január 12.    | 7   | 3   | 0   | 4   | 42,9%  | -                                                                                       | Megbízott               |
| Bobby Robson   | ENG    | 1969. január 13.    | 1982. augusztus 18. | 709 | 316 | 173 | 220 | 44,6%  | Texaco-kupa-győztes (1972–73), Kupagyőztes (1977–78), UEFA-kupa-győztes 1980–81         |                         |
| Bobby Ferguson | ENG    | 1982. augusztus 19. | 1987. május 17.     | 258 | 97  | 61  | 100 | 37,6%  | -                                                                                       |                         |
| John Duncan    | SCO    | 1987. június 17.    | 1990. május 5.      | 161 | 73  | 29  | 59  | 45,3%  | -                                                                                       |                         |
| John Lyall     | ENG    | 1990. május 11.     | 1994. december 5.   | 231 | 77  | 75  | 79  | 33,3%  | A másodosztály győztese 1991–92                                                         |                         |
| Paul Goddard   | ENG    | 1994. december 6.   | 1994. december 27.  | 3   | 0   | 2   | 1   | 0%     | -                                                                                       | Megbízott John Warkkal  |
| George Burley  | SCO    | 1994. december 28.  | 2002. október 11.   | 413 | 188 | 96  | 129 | 45,5%  | A másodosztály rájátszásának győztese 2000–01                                           |                         |
| Tony Mowbray   | ENG    | 2002. október 11.   | 2002. október 28.   | 4   | 1   | 1   | 2   | 25%    | -                                                                                       | Megbízott Bryan Kluggal |
| Joe Royle      | ENG    | 2002. október 28.   | 2006. május 11.     | 189 | 81  | 48  | 60  | 42,9%  | -                                                                                       | [ 8 ]                   |
| Jim Magilton   | NIR    | 2006. június 5.     | 2009. április 22.   | 148 | 56  | 41  | 51  | 37,8%  | -                                                                                       | [ 9 ]                   |
| Roy Keane      | IRL    | 2009. április 23.   | Jelenleg            | 52  | 15  | 21  | 16  | 28,8%  | -                                                                                       | [ 10 ]                  |